# Riviera Beach (Florida)
Riviera Beach és una població dels Estats Units a l'estat de Florida. Segons el cens del 2000 tenia 29.884 habitants.

## Demografia
Segons el cens del 2000, Riviera Beach tenia 29.884 habitants, 11.387 habitatges, i 7.526 famílies. La densitat de població era de 1.383,5 habitants/km².
Dels 11.387 habitatges en un 29,3% hi vivien nens de menys de 18 anys, en un 37,1% hi vivien parelles casades, en un 27% dones solteres, i en un 29,3% no eren unitats familiars. En el 22,3% dels habitatges hi vivien persones soles el 6,1% de les quals corresponia a persones de 65 anys o més que vivien soles. El nombre mitjà de persones vivint en cada habitatge era de 3,04 i el nombre mitjà de persones que vivien en cada família era de 4,62.
Per edats la població es repartia de la següent manera: un 37,5% tenia menys de 18 anys, un 10% entre 18 i 24, un 27,1% entre 25 i 44, un 20,7% de 45 a 60 i un 8,7% 65 anys o més.
L'edat mitjana era de 30 anys. Per cada 100 dones de 18 o més anys hi havia 105,6 homes.
La renda mitjana per habitatge era de 28.715 $ i la renda mitjana per família de 26.756 $. Els homes tenien una renda mitjana de 27.232 $ mentre que les dones 22.410 $. La renda per capita de la població era de 13.159 $. Cap de les famílies i el 0,95% de la població estaven per davall del llindar de pobresa.

## Poblacions més properes
El següent diagrama mostra les poblacions més properes.